# Михайлов, Максим Дормидонтович
Макси́м Дормидо́нтович Миха́йлов (13 [25] августа 1893, д. Кольцовка, Ядринский уезд, Казанская губерния, Российская империя — 30 марта 1971, Москва, СССР) — русский и советский камерный и оперный  певец (бас-профундо), киноактёр. Народный артист СССР (1940). Лауреат двух Сталинских премий первой степени (1941, 1942). Протодиакон Русской православной церкви.

## Биография
Родился 13 [25] августа 1893 года в деревне Кольцовка (ныне — Вурнарский район, Чувашия) в бедной крестьянской семье.
Учился два года в своей деревне, затем перешёл в земскую школу в деревне Кошлауши, которая находилась в двух километрах от Кольцовки. В понедельник уходил с сумкой за плечами, с хлебом, а в субботу — обратно домой. В земской школе был хор, в котором он пел тогда ещё дискантом и был даже солистом. Однажды в школу приехал брат сельского священника — учитель К. Н. Поливанов. Послушав пение Максима, он увёз его к себе в школу в селе Бетьки, что за Казанью. Когда мальчик переходил в последний класс, учитель стал развивать у него бас. К концу учебного года Максим пел уже басом.
Вынужден был уйти из дома на заработки — работал грузчиком на волжских пристанях и на рыбном заводе в Казани. С 1909 года пел в церковных хорах. Начал петь в церковном хоре Спасского монастыря, в это же время стал вольнослушателем пастырских курсов.
В 1914 году сдал экзамен за курсы духовного училища и был рукоположён в диаконы в Уфимский собор. Служил протодиаконом в Омске (1918—1921, Успенский собор), Казани (1922—1923, здесь занимался пением у Ф. А. Ошустовича), Москве (1924—1930, церковь Василия Кесарийского, одновременно брал уроки пения у певца Большого театра В. В. Осипова).
В 1930 году оставил служение, не снимая сана, и поступил в оперную труппу Всесоюзного комитета по радиовещанию при НКПТ СССР (Москва), где был солистом (1930—1932).
В 1932—1956 годах — солист Большого театра СССР. Спел в 25 операх русских, советских и зарубежных авторов.
Пел в концертах. Выступал также как исполнитель русских народных песен («Степь да степь кругом», «Ночь осенняя», «Вдоль по Питерской»). Прекрасно удавались песни русских и зарубежных классиков, советских композиторов.
В годы войны (1941—1945) — в 1-й фронтовой бригаде Большого театра.

Могила Михайлова на Новодевичьем кладбище Москвы.

С 1951 года гастролировал за рубежом (ГДР, Италия, Китай, Норвегия, Индия, Корея и др.). Участвовал в международном фестивале «Флорентийский музыкальный май»).
Снимался в фильмах «Черевички» (роль Чуба), «Иван Грозный» (эпизодическая роль протодиакона), «Борис Годунов» (роль Пимена).
Скончался 30 марта 1971 года от гангрены обеих ног. Похоронен на Новодевичьем кладбище (участок № 7). Патриарх Пимен благословил отпеть его в облачении и поминать как протодиакона. Перед смертью принял монашеский постриг.

### Семья
- Жена — Александра Михайловна Михайлова (1897—1980).
- Сын — Игорь Максимович Михайлов (1920—1983), певец (бас), солист Большого театра.
- Дочь — Валентина Максимовна Михайлова (1923—1977), юрист, адвокат.
- Дочь — Ксения Максимовна Михайлова (1951—2020), арфистка, лауреат международных конкурсов[7].
- Внук — Максим Игоревич Михайлов (1962—2018), певец (бас), солист Большого театра. Народный артист Чувашской Республики (1999).
- Внук — Максим Игоревич Михайлов (1949—1958).
- Внук — Владимир Игоревич Михайлов (1944—2002), инженер.
- Внучка — Александра Евгеньевна Михайлова — арфистка, лауреат международных конкурсов, солистка оркестра Дортмундского оперного театра, Германия[8].
- Правнук — Максим Владимирович Михайлов(1964—2020) Россия, г. Москва, учился в МЭТ, всю жизнь работал в энергетике, энергетик
- Праправнучка — Анна Максимовна Михайлова (род. 3 апреля 1988 г.)
- Прапраправнук — Сергей Алексеевич Михайлов (род. 29 июля 2014 г.)

## Сталин и Михайлов
|  | «Об этом невысоком крепыше, обладавшем феноменальным басом, было известно, что он являлся сталинским любимцем. Вождь приметил Михайлова ещё до войны, когда певцу было около сорока лет. В числе других солистов Большого театра Михайлов выступал в престижных правительственных концертах в Кремле, после которых, как правило, там же устраивались банкеты, обыкновенно с участием сталинских соратников, а также избранных приглашённых артистов. На одном из таких банкетов к Михайлову подошёл сталинский охранник: „Иосиф Виссарионович просит вас к своему столу“. Когда Михайлова представили Сталину, тот стал с ним чокаться и провозгласил тост: „За новое поколение талантливых певцов Большого театра!“ Засмущавшийся Михайлов стал объяснять Сталину, что он бывший дьякон и, может быть, вождю не очень удобно с ним сидеть рядом: „Иосиф Виссарионович, вам зто известно? Ведь я могу вас подвести…“ Сталин в ответ только рассмеялся: „Кто ж зтого не знает, все это знают…“ …Все, помнившие Михайлова, отзывались о нём как об обаятельном, необычайно душевном, незаносчивом человеке, которого совершенно не затронула „звёздная болезнь“. Они считали, что в глубине души Михайлов оставался скромным провинциальным дьяконом. Может быть, именно поэтому Сталин испытывал особенную симпатию к Михайлову не только как к удивительному артисту, но и как к личности. Кондрашин рассказывал мне (со слов Михайлова), как певца ночью вызывали в Кремль к Сталину, чтобы он составил компанию вождю в его ночных бдениях. Сталина одолевала бессонница. Он просиживал с Михайловым по пять часов и более, почти в полном молчании, изредка подливая ему и себе хорошее грузинское вино. После чего Михайлова, напутствуемого прощальными словами Сталина: „Спасибо, хорошо поговорили…“, на правительственном автомобиле отвозили домой. За свою жизнь Михайлов спел партию Сусанина более четырехсот раз. В спектакле 1945 года его появление публика встречала с восторгом. …Сталин особенно любил слушать… предсмертную арию Сусанина. Именно ради неё он не раз прерывал заседания Политбюро, чтобы отправиться в Большой театр. Заодно он прихватывал с собой остальных партийных бонз, вынужденных подчиниться этой прихоти вождя. После того как спектакль заканчивался, заседания Политбюро частенько продолжались в сталинской ложе в Большом. Вот как иногда тесно переплетались музыка и политика в стенах Большого театра».Волков Соломон. Большой театр. Культура и политика. Новая история. — М.: АСТ, 2018. — С. 383—385. |

- М. Михайлов был исполнителем одной из наиболее известных «Песен о Сталине» (музыка М. Блантера, слова А. Суркова[9].

## Награды и звания
- Заслуженный артист РСФСР (1937)[10]
- Народный артист СССР (1940)
- Сталинская премия первой степени (1941) — за выдающиеся достижения в области театрально-вокального искусства
- Сталинская премия первой степени (1942) — за исполнение партии Чуба в оперном спектакле «Черевички» П. И. Чайковского[11]
- Орден Ленина (1951)
- Орден Трудового Красного Знамени (02.06.1937) — за выдающиеся заслуги в деле развития оперного и балетного искусства
- Медаль «За доблестный труд в Великой Отечественной войне 1941—1945 гг.»
- Медаль «В память 800-летия Москвы»

## Творчество
Максим Дормидонтович Михайлов обладал уникальным голосом невероятной красоты и мощи. У него была самая низкая разновидность баса, при этом его высокие ноты были необычайной чистоты и светлости, как у высоких басов, хотя принято считать, что у низкого баса качественных «верхов» быть не может. Одновременно в нижнем регистре его голос охватывал всю большую октаву, то есть весь диапазон оперного баса-профундо. Манера исполнения Михайлова соединяла в себе лучшие традиции церковного и народного пения, которые он воплотил в оперных партиях.
Ф. И. Шаляпин в конце жизни говорил: «Настоящий бас сейчас есть только в Москве — Максим Дормидонтович Михайлов… Большой театр не обеднел… Какой голос у Михайлова. Даже завидую ему».
Известные партии:
- Иван Сусанин («Иван Сусанин» М. И. Глинки)[1]
- Светозар, Голова («Руслан и Людмила» М. И. Глинки)
- Мельник («Русалка» А. С. Даргомыжского)
- Монах («Каменный гость» А. С. Даргомыжский)
- Пимен, Варлаам, Митюха («Борис Годунов» М. П. Мусоргского)
- Иван Хованский («Хованщина» М. П. Мусоргского)
- Кончак («Князь Игорь» А. П. Бородина)
- Дед Мороз («Снегурочка» Н. А. Римского-Корсакова)
- Варяжский гость («Садко» Н. А. Римского-Корсакова)
- Собакин («Царская невеста» Н. А. Римского-Корсакова)
- Иван Шелога («Боярыня Вера Шелога» Н. А. Римского-Корсакова)
- князь Юрий («Сказание о невидимом граде Китеже» Н. А. Римского-Корсакова)
- корабельщик («Сказка о царе Салтане» Н. А. Римского-Корсакова)
- Зарецкий, Гремин («Евгений Онегин» П. И. Чайковского)[13]
- Чуб («Черевички» П. И. Чайковского)
- Андрей Дубровский («Дубровский» Э. Ф. Направника)
- старый каторжник («Леди Макбет Мценского уезда» Д. Д. Шостаковича)
- генерал Листницкий («Тихий Дон» И. И. Дзержинского)[1]
- Фрол Дамасков («Поднятая целина» И. И. Дзержинского)
- Вакуленчук («Броненосец „Потёмкин“» О. С. Чишко)
- сторож («Гугеноты» Дж. Мейербера)
- отец Лоран («Ромео и Джульетта» Ш. Гуно)
- Зарастро («Волшебная флейта» В. А. Моцарта)

## Фильмография
- 1941 — Киноконцерт 1941 года — камео, Л. ван Бетховен. «Шотландская застольная»
- 1942 — Концерт фронту — камео, «Вдоль по Питерской» и «Яр-хмель» (дуэт с И. Козловским)
- 1943 — Киноконцерт к 25-летию Красной армии — камео, «Моряки» (дуэт с И. Козловским), «Волжская песня»
- 1944 — Иван Грозный — протодиакон
- 1944 — Черевички — Чуб
- 1946 — Глинка — Осип Петров
- 1951 — Большой концерт — камео, хан Кончак
- 1952 — Концерт мастеров искусств (фильм-спектакль) — Иван Сусанин
- 1953 — Песни родной стороны — камео, «Вдоль по Питерской»
- 1954 — Борис Годунов — монах Пимен

## Память

Бюст в деревне Кольцовка, Чувашия

- В Москве, на доме № 15 по улице Горького (ныне ул. Тверская), где жил певец, установлена мемориальная доска.
- В деревне Кольцовка (Чувашия), где родился певец, установлен бюст М. Михайлова.
- В память о певце в Чебоксарах с 1991 года проходит ежегодный Международный оперный фестиваль имени М. Михайлова, на который съезжаются известные певцы из многих стран мира. Непременным участником этих музыкальных форумов был внук певца Максим Игоревич Михайлов, солист Большого театра, народный артист Чувашской Республики[14].